# Studierendenwerk Bremen

Logo

Logo bis 2018

Das Studierendenwerk Bremen ist als hochschulübergreifende Sozialeinrichtung zuständig für die wirtschaftliche, soziale, gesundheitliche und kulturelle Betreuung und Förderung der Studierenden an den Hochschulen im Lande Bremen. Das Studierendenwerk Bremen betreut über 30.000 Studierende in Bremen und Bremerhaven an den Bremer Hochschulen.

## Geschichte
Das Studierendenwerk Bremen wurde am 28. Juni 1972 als „Sozialwerk für die Mitglieder der Hochschulen der Freien Hansestadt Bremen“ als Anstalt des öffentlichen Rechts gegründet. Vorläufer war das am 13. Juni 1971 gegründete und zum 1. Juli 1972 aufgelöste „Sozialwerk der Universität Bremen e.V“. Am 11. Februar 1987 erfolgte die Umbenennung in „Studentenwerk Bremen“. Mit Verkündung des Gesetzes über das Studierendenwerk Bremen (StWG) am 12. Mai 2018 erfolgte die Umbenennung in Studierendenwerk Bremen.
2022 wurde nach 50 Jahren Studierendenwerk eine Jubiläums-Broschüre herausgegeben, die auf der Website abrufbar ist.

## Service
Das Studierendenwerk Bremen betreibt die Mensen an den Universitäten und Hochschulen. Mit den Studierendenwohnheimen bietet das Werk Angebote für studentisches Wohnen und ist Ansprechpartner in der Ausbildungsförderung. Der psychologisch-therapeutischer Dienst steht den Studierenden mit Beratung zur Seite. Das Studierendenwerk Bremen fördert auch die studentische Kulturarbeit. Ein weiterer Zweig ist die Kinderbetreuung an den Hochschulen durch Zuschüsse für Kindergruppen und Bereitstellung von Kinderbetreuungsräumen.
Auf dem Campus der Universität Bremen im Zentralbereich befindet sich das Studentenhaus. Dort ist der Verwaltungssitz des Studierendenwerks Bremen mit der Geschäftsführung, Verwaltung, Wohnraumverwaltung, Zimmervermittlung und kulturellen Förderung.
Zu den betreuten Hochschuleinrichtungen gehören:
- die Universität Bremen
- die Hochschule Bremen
- die Hochschule Bremerhaven
- die Hochschule für Künste Bremen